# Gabriel Bunge

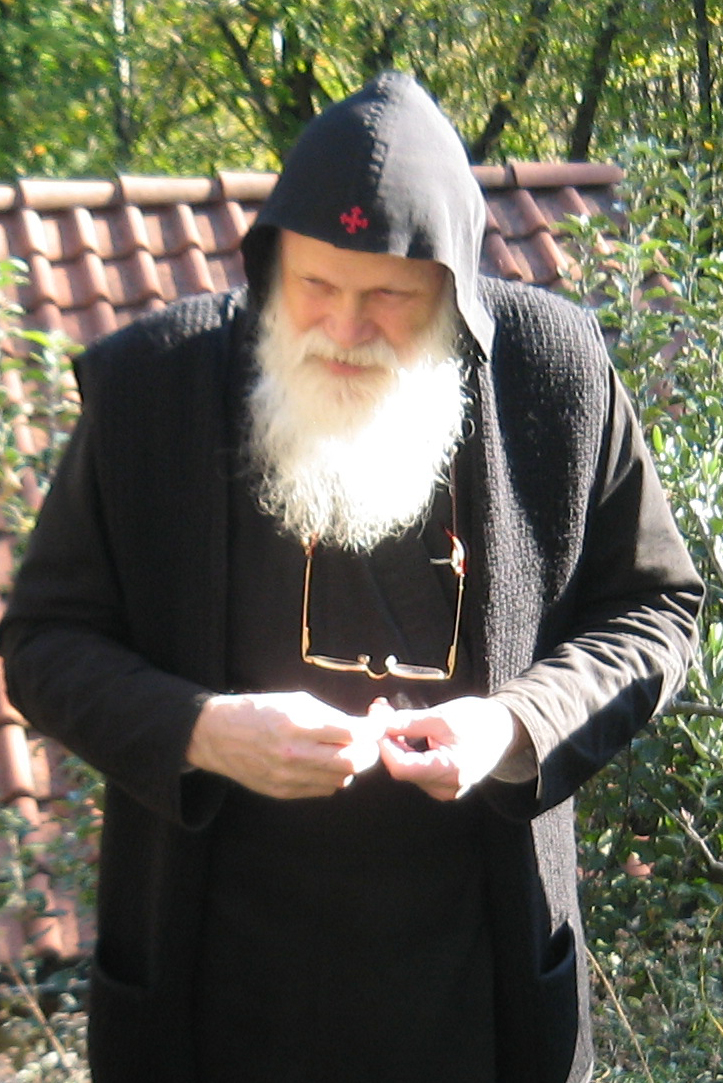
Gabriel Bunge

Gabriel, imię świeckie Jochen Bunge (ur. 31 października 1940 w Kolonii) – prawosławny teolog niemiecki, znawca teologii duchowości oraz patrystyki.

## Życie
Urodził się 31 października 1940 w rodzinie luteranina i katoliczki. W wieku 22 lat wstąpił do zakonu benedyktynów w Chevetogne w Belgii. W 1972 przyjął święcenia kapłańskie. W 1980 po serii kontaktów z młodzieżą z kantonu Ticino w Szwajcarii uzyskał pozwolenie na przeniesienie się do Roré di Cazù Capriasca. Wykładał Pismo Święte, zajmował się teologią Ojców Kościoła, a zwłaszcza duchowością tzw. ojców pustyni, wśród których szczególną uwagę poświęcił Ewagriuszowi z Pontu, opracowując i tłumacząc na język niemiecki jego pisma.
27 sierpnia 2010 w cerkwi Ikony Matki Bożej „Wszystkich Strapionych Radość” w Moskwie przyjął prawosławie. 20 maja 2012 w cerkwi św. Ambrożego z Mediolanu w Mediolanie w otrzymał godność archimandryty.

## Pisma w tłumaczeniu polskim
- Ewagriusz z Pontu, Pisma Ascetyczne, T.I. Kraków: Tyniec, 1998. Brak numerów stron w książce
  - Ewagriusz z Pontu, Pisma Ascetyczne, T.I. Wyd. Drugie. Kraków: Tyniec, 2007. ISBN 978-83-7354-179-5. Brak numerów stron w książce
- Ewagriusz z Pontu - mistrz życia duchowego, Kraków: "Tyniec" Wydawnictwo Benedyktynów. 1998
- Gliniane naczynia. Praktyka osobistej modlitwy według tradycji świętych Ojców, Kraków : Tyniec - Wydawnictwo Benedyktynów. 2000 (w dużym stopniu omawia Ewagriusza z Pontu) 
  - Gliniane naczynia: praktyka osobistej modlitwy według tradycji świętych Ojców. Wyd. 3. Wydawnictwo Benedyktynów Tyniec. 2008
- Inny Paraklet: ikona Trójcy Świętej mnicha - malarza Andrzeja Rublowa. Kraków: Tyniec, 2001. Brak numerów stron w książce
  - Inny Paraklet: Ikona Trójcy Świętej mnicha - malarza Andrzeja Rublowa. Kraków : "Tyniec" Wydawnictwo Benedyktynów: [Wyd. 2]. 2005
- Acedia - duchowa depresja, Wydawnictwo Benedyktynów TYNIEC. 2007 ISBN 978-83-7354-217-4
- Ojcostwo duchowe. Chrześcijańska gnoza u Ewagriusza z Pontu. Kraków: Tyniec, 2009. Brak numerów stron w książce
- Wino demonów, Wydawnictwo Benedyktynów TYNIEC. ISBN 978-83-7354-307-2. 2009
- Modlitwa ducha, Wydawnictwo Benedyktynów TYNIEC. 2009. ISBN 978-83-7354-288-4
- Trójca Rublowa. Kult i symbolika. Kraków: Tyniec, 2018. ISBN 978-83-7354-804-6. Brak numerów stron w książce